# Émile Léonard Mathieu
Émile Léonard Mathieu (* 15. Mai 1835 in Metz; † 19. Oktober 1890 in Nancy) war ein französischer Mathematiker. Er ist als Entdecker der ersten fünf sporadischen Gruppen bekannt, die nach ihm mathieusche Gruppen genannt werden.

## Leben
Mathieu stammte aus einer Familie kleiner Beamter. Er besuchte das Lyzeum in Metz, woher seine Mutter stammte und wo ein Onkel (Pierre Aubertin), der auch Artillerieoberst war und die École polytechnique absolvierte, eine Kanonengießerei hatte. Mathieu war ein sehr guter Schüler sowohl in den klassischen Sprachen als auch in Mathematik und studierte ab 1854 an der École Polytechnique in Paris, wo er ebenfalls als Student brillierte und die vorgeschriebenen Kurse in 18 Monaten absolvierte. Zunächst verfolgte er eine militärische Karriere, wechselte dann aber zu einer akademischen Karriere in Mathematik. Er veröffentlichte 1856 erste mathematische Arbeiten und wurde 1859 an der Sorbonne in Mathematik promoviert (Dissertation: Sur le nombre de valeurs que peut acquérir une fonction quand on y permute ses lettres de toutes les manières possibles). In der Dissertation waren auch die Anfänge der Entdeckung der nach ihm benannten sporadischen Gruppen enthalten (als transitive Untergruppen von Permutationsgruppen, die schon von Augustin-Louis Cauchy untersucht worden waren) und sie wurde 1860/61 veröffentlicht. -Explizit beschrieb er die Mathieugruppen M12 und M24 in einer 1873 veröffentlichten Arbeit. 1862 schlug Gabriel Lamé, unterstützt von Joseph Liouville, aufgrund dieser Arbeiten seine Aufnahme in die Academie des Sciences in die Sektion Geometrie vor, die aber nie zustande kam. Mathieu wandte sich daraufhin der angewandten Mathematik zu. Er gab Privatunterricht in Mathematik und Kurse am Lycée Charlemagne, am Lycée Saint-Louis und dem Lyzeum von Metz. 1863 war er längere Zeit krank und zog wieder zu seiner Mutter. Eine Bewerbung als Dozent an der Sorbonne kam trotz Fürsprache bedeutender Mathematiker wie Liouville, Michel Chasles, Charles Delaunay, Victor Puiseux, Jean-Marie Duhamel, Joseph Serret und Jean Victor Poncelet nicht zustande (den Posten erhielt Charles Auguste Briot). Man lud ihn aber zu Probevorlesungen ein (1867/68), die aber außerhalb der Sorbonne abgehalten wurden und wenig Studenten anzogen und ein Misserfolg wurden. Seine Vorlesungen wurden zwar als korrekt beurteilt, sein Auftreten als Lehrer und seine Lehrfähigkeiten ließen in den Augen seiner Vorgesetzten aber zu wünschen übrig. Er war von Natur aus eher zurückhaltend und introvertiert. Mathieu suchte danach eine Professur in der Provinz. Ab 1869 lehrte Émile Mathieu in Besançon, wo er 1871 Professor für Reine Mathematik wurde. 1871 heiratete er Marie Joséphine Guisse. Im gleichen Jahr bewarb er sich in Nancy, wo nach der deutschen Besetzung viele französische Professoren aus Straßburg Zuflucht suchten. Darunter war auch Xavier Dagobert Bach (1813–1885), und nachdem dieser 1873 seine Professur in Nancy aufgab, wurde Mathieu dort 1874 Professor für Reine Mathematik. Er gab seine Bewerbungen auf einen Lehrstuhl in Paris aber nicht auf, allerdings scheiterten seine Bewerbungen immer wieder, häufig sehr knapp. Insbesondere hatte er sich Hoffnung auf den Lehrstuhl von Gabriel Lamé für mathematische Physik gemacht, zumal das selbst sein Spezialgebiet war und er schon für Lamé eingesprungen war (der aufgrund Taubheit 1862 seinen Lehrstuhl aufgab, dieser wurde aber bis 1886 nicht besetzt). Mathieu selbst machte den Einfluss von Charles Hermite dafür verantwortlich, der eine zentrale Rolle in der Mathematik in Paris einnahm.
Neben den Mathieuschen Gruppen, die er zwischen 1860 und 1873 entdeckte, sind die Mathieusche Differentialgleichung und die Mathieuschen Ungleichungen nach ihm benannt. In der mathematischen Physik befasste er sich unter anderem mit Beugung, Elastizitätstheorie, Schwingungen von Glocken, Wärmeleitung, dem Dreikörperproblem (Störungen von Jupiter und Saturn), Kapillarkräften und magnetischer Induktion. Er plante eine elfbändige Monographienreihe über mathematische Physik, von der acht Bände bis zu seinem Tod erschienen.

## Schriften
- Mémoire sur le nombre de valeurs que peut acquérir une fonction quand on y permute ses variables de toutes les manières possibles, Journal de mathématiques pures et appliquées, Reihe 2, Band 5, 1860, S. 9–42, Online
- Mémoire sur l'étude des fonctions de plusieurs quantités, sur la manière de les former et sur les substitutions qui les laissent invariables, Journal de mathématiques pures et appliquées, Reihe 2, Band 6, 1861, S. 241–323, Online
- Sur la fonction cinq fois transitive de 24 quantités, Journal de mathématiques pures et appliquées, 2. Reihe, Band 18, 1873, S. 25–46, Online
- Cours de physique mathématique, 1874
- Dynamique analytique 1878
- Théorie de la capillarité, 1883
- Théorie du potentiel et ses applications à l'électrostatique et au magnétisme, I (Théorie du potentiel), 1885, II (Electrostatique et magnétisme) 1886
- Théorie de l'électrodynamique 1888
- Théorie de l'élasticité des corps solides. I (Considérations générales sur l'élasticité; emploi des coordonnées curvilignes ; problèmes relatifs à l'équilibre de l'élasticité; plaques vibrantes) 1890, II (Mouvements vibratoires des corps solides; équilibre de l'élasticité du prisme rectangle), 1890